# Loin d’ici
«Loin d’ici» (французское произношение: [lwɛ̃ disi]; с фр. — «Далеко отсюда») — сингл австрийской певицы Зои, представленный ею на конкурсе «Евровидение-2016» в Стокгольме.

## Евровидение 2016
11 января 2016 года Зои стала одной из девяти потенциальных участников в конкурсе «Евровидение 2016». В финале отборочного тура она заняла четвёртое место и прошла с суперфинал, где её песня была объявлена лучшей по результатам телеголосования. Сингл Зои был выпущен 5 февраля 2016 года. Зои представляла свою страну с данной песней в первом полуфинале конкурса «Евровидение 2016» на арене Эрикссон-Глоб в Стокгольме. По итогам полуфинала Зои достигла 7 места и прошла в финал. В финале её песня оказалась удостоена 13-го места, набрав 151 очко.

## Композиция
| №  | Название     | Автор(ы)                   | Длительность |
| -- | ------------ | -------------------------- | ------------ |
| 1. | «Loin d’ici» | Зои Штрауб, Кристоф Штрауб | 3:00         |

## Позиции в чартах
| Страна                                                  | Высшая позиция |
| ------------------------------------------------------- | -------------- |
| Австрия (Ö3 Austria Top 40)                             | 13             |
| Бельгия (Ultratop)                                      | 40             |
| Франция (Syndicat National de l’Édition Phonographique) | 99             |
| Нидерланды (Single Top 100)                             | 117            |
| Швеция (Sverigetopplistan)                              | 66             |